# Paradise Apple
Paradise Apple (Manzana paraíso) en francés Pommier Paradis es el nombre vernacular de una variedad de manzano (Malus pumila).

## Presentación
Esta variedad de manzano se ha generalizado en Europa desde el siglo XVI. La palabra francesa pommier de paradis ("manzano del paraíso") o latín erudito "mala paradisiaca" está atestiguada en 1542. Justifica las expresiones populares graine(s) de paradis o arbre de paradis.
Originalmente se pensó que era una especie de manzana en toda regla, en realidad es una variedad "estándar" de Malus pumila con características específicas que la hacen particularmente adecuada para usar en portainjertos.
Existe un Paradis Anglais correspondiente a la referencia M2 de los portainjertos Malling y un Paradis Français portando la referencia M8.

## Portainjerto enano
Usado muy a menudo en Francia como portainjertos de variedad enana de manzano el PAradis JAune de Metz, nombrado PAJAM. Esta variedad se utiliza por su carácter de enanismo que permite obtener árboles pequeños, por lo tanto fáciles de cosechar. Además, esta variedad gasta muy poca de su energía para hacer madera (de ahí su enanismo), permite dirigir toda la savia producida hacia la producción de más frutas en un espacio pequeño. A diferencia de un manzano de mayor porte que tomaría mucho más espacio para una producción más baja y más difícil de cosechar.